# Shin Ha-kyun
Shin Ha-kyun (* 30. Mai 1974 in Seoul) ist ein südkoreanischer Schauspieler. Seit 1998 war er in mehr als 50 Film- und Fernsehproduktionen zu sehen. 2021 wurde er bei den Baek Sang Art Awards mit einem Baek Sang TV ausgezeichnet, 2019 erhielt er die Auszeichnung als bester Darsteller bei den Korean Association of Film Critics Awards.

## Filmografie
- 1998: The Happenings (기막힌 사내들)
- 1999: The Spy (간첩 리철진)
- 2000: Coming Out(커밍 아웃, Kurzfilm)
- 2000: The Foul King (반칙왕)
- 2000: Joint Security Area (공동경비구역 JSA)
- 2001: Guns & Talks (킬러들의 수다)
- 2002: Surprise (서프라이즈)
- 2002: No Comment (묻지마 패밀리)
- 2002: Sympathy for Mr. Vengeance (복수는 나의 것)
- 2003: Save the Green Planet (지구를 지켜라!)
- 2003: A Man Who Went to Mars (화성으로 간 사나이)
- 2004: My Brother (우리형)
- 2005: Lady Vengeance (친절한 금자씨)
- 2005: Welcome to Dongmakgol (웰컴 투 동막골)
- 2005: Murder, Take One (박수칠 때 떠나라)
- 2006: No Mercy for the Rude (예의없는 것들)
- 2007: A Day with My Son (아들)
- 2008: The Devil’s Game (더 게임)
- 2009: Durst (박쥐)
- 2010: Foxy Festival (페스티발)
- 2010: Cafe Noir (카페 느와르)
- 2011: The Front Line – Der Krieg ist nie zu Ende (고지전)
- 2012: The Thieves (도둑들)
- 2013: Running Man (런닝맨)
- 2014: Big Match (빅매치)
- 2015: Empire of Lust (순수의 시대 Sunsu-ui Sidae)
- 2017: The Villainess (악녀)
- 2019: Extreme Job – Die Spicy-Chicken-Police
- 2021: Beyond Evil 괴물 (Fernsehserie)
- 2021: Gwimul (Fernsehserie)
- 2022: Yonder (욘더 Yondeo, Miniserie)